# Rechtswesen (Suriname)

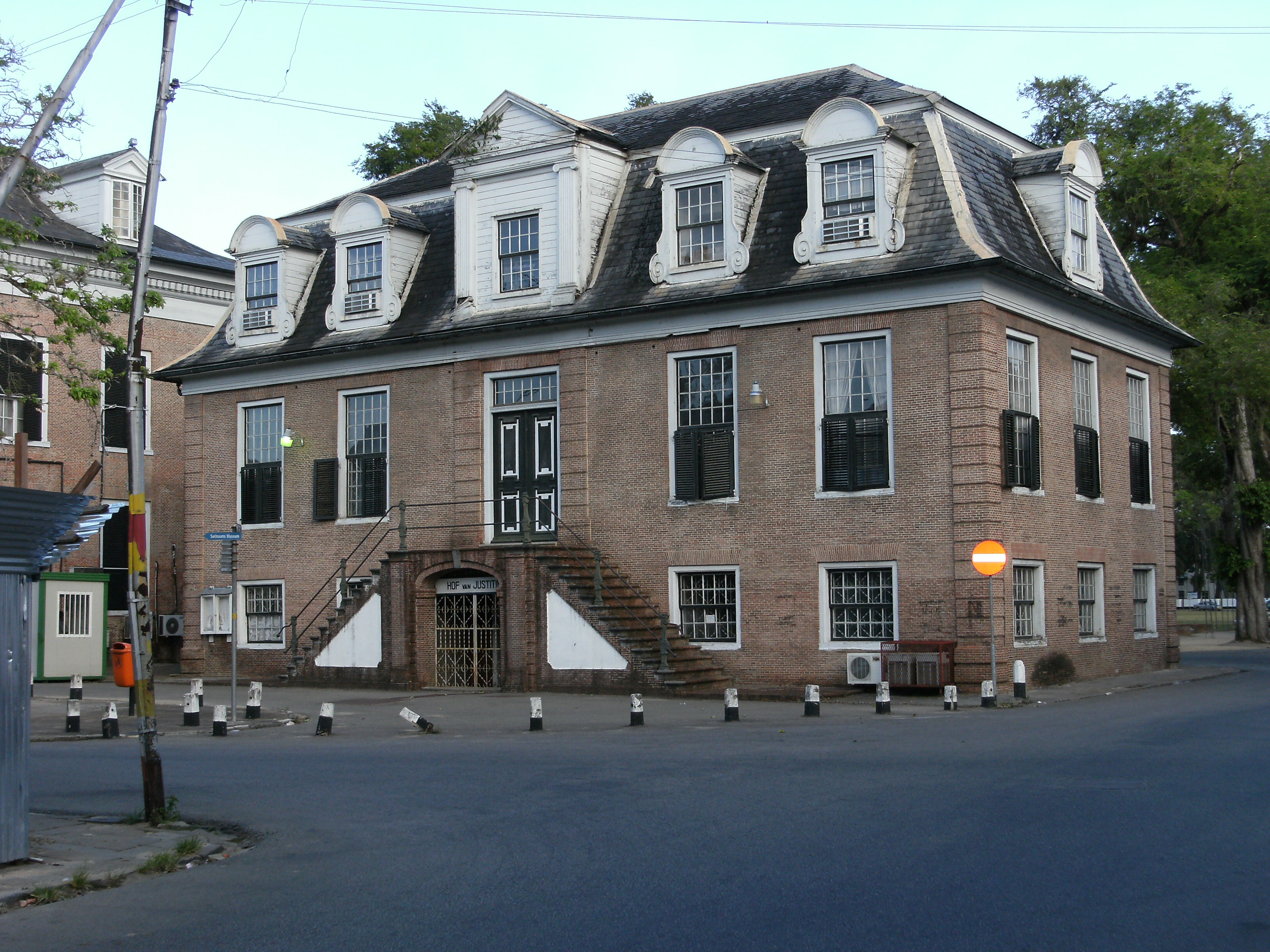
Hof van Justitie, Onafhankelijkheidsplein 4, 1791 gebaut.

Das Rechtswesen- bzw. die Rechtspflege sowie die Gerichtsorganisation (Rechterlijke Macht) der Republik Suriname sind im surinamischen Grundgesetz, dort in den Artikeln 131 bis 148, geregelt.
Die Rechtsprechung erfolgt im Namen der Republik aufgrund geltenden Rechts, durch unabhängige Richter und Gerichte. Jede Einmischung hinsichtlich der Ermittlung und Verfolgung bei gerichtlich anhängigen Sachen ist verboten (Artikel 131, Nr. 1, 2 und 3).
Das Bürgerliche- und Handelsrecht, das Bürgerliche- und Militärstrafrecht sowie die Rechtspflege werden durch Gesetz mittels allgemeinen Gesetzbüchern geregelt. Hiervon unberührt liegt es in der Zuständigkeit der gesetzgebenden Gewalt (Legislative), für besondere Themen separate Gesetze zu erlassen (Artikel 132).

## Richterliche Gewalt
Die richterliche Gewalt wird durch den Präsidenten- und Vizepräsidenten seitens des Hof van Justitie (Justizhof, hier kurz Hof genannt), die Mitglieder und Mitgliedervertreter beim Hof, dem Procureur-Generaal (Generalstaatsanwalt) beim Hof und die übrigen Mitglieder vom Openbaar Ministerie (Staatsanwaltschaft) sowie durch Gesetz bestimmte Richter (Artikel 133, Nr. 1) ausgeübt.
Um Mitglied der richterlichen Gewalt mit Rechtsprechungsbefugnis zu werden oder auch Hauptankläger (beim Hof), muss man das dreißigste Lebensjahr vollendet haben. Weiter ist der Besitz der surinamischen Nationalität, der Wohnsitz und der Haupt- oder tatsächliche Aufenthalt in Suriname, Voraussetzung. 
Die Richter und der Hauptankläger werden durch die Regierung auf Vorschlag hin durch den Hof, ernannt. Diese Ernennung erfolgt für den Präsidenten, Vizepräsidenten, die Mitglieder und den Hauptankläger vom Hof auf Lebenszeit (Artikel 141, Nr. 1 und 2).
- Garcia Paragsingh wurde ab dem 10. August zum Procureur-Generaal ernannt- und am 14. August 2023 vereidigt. Dieses Amt hatte sie bereits seit dem 13. April 2021 amtierend, stellvertretend wahrgenommen.[1][2]

### Hof van Justitie
Höchstrichterliche Instanz in Suriname ist der Hof mit Sitz in Paramaribo. Der Hof beaufsichtigt das regelkonforme Behandeln aller Rechtssachen in Suriname. Er ist für Berufungen gegen Urteile der drei Kantongerichte- sowie bei Amtsmissbrauch von politischen Amtsträgern, Beamten und Strafsachen gegen Anwälte, Notare und Gerichtsvollzieher zuständig.
Nachdem das Amt des Präsidenten sowie das des Vizepräsidenten beim Hof gut zehn Jahre lang unbesetzt waren, wurden:
- John Robert von Niesewand (2007) zum Präsidenten und
- Ewald S. Ombre (2008) zum Vizepräsidenten ernannt.

Nach der Pensionierung von John Robert von Niesewand wurden am 10. Juni 2010:
- Ewald S. Ombre zum Präsidenten und
- Cynthia Valstein-Montnor zur Vizepräsidentin vereidigt.

Nachdem Ewald S. Ombre in den Ruhestand getreten war, übernahm am 1. Januar 2011:
- Cynthia Valstein-Montnor das Amt als amtierende Präsidentin.
- Iwan Rasoelbaks folgte Valstein-Montnor 2014 als amtierender Präsident.[3] Am 18. Dezember 2020 wurde Rasoelbaks durch das Staatsoberhaupt Chan Santokhi formell als Präsident des Hofes vereidigt.[4]

### Konstitutioneller Hof

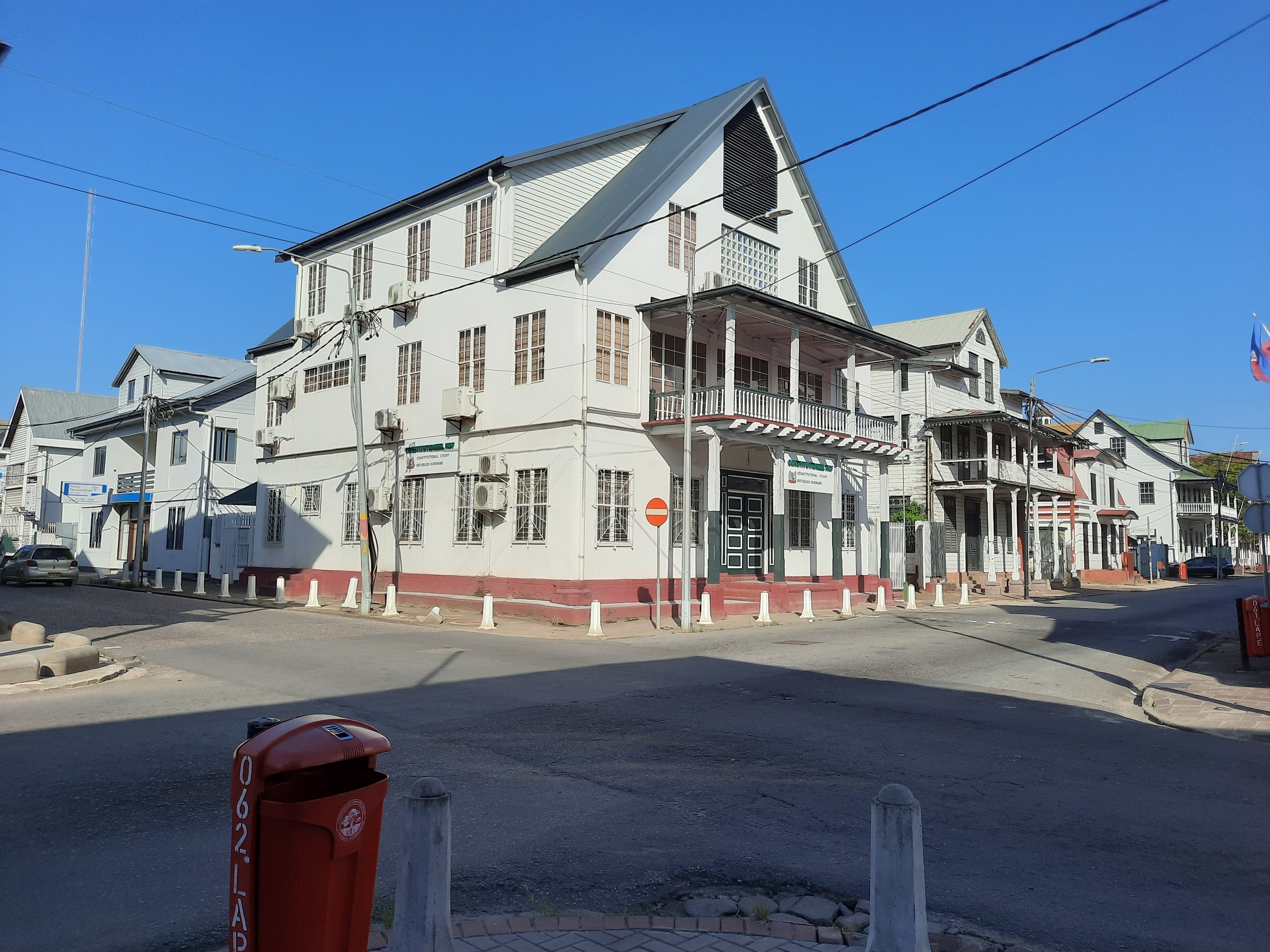
Constitutioneel Hof, Paramaribo Lim A Postraat 22.

Bereits bei der Unabhängigkeit im Jahre 1975 schrieb das neu erlassene Grundgesetz die Installation eines Konstitutionellen Hofes, vergleichbar mit dem Bundesverfassungsgericht vor.
45 Jahre später, am 7. Mai 2020 wurde erstmals dieser Hof durch Vizepräsident Ashwin Adhin installiert. Die Mitglieder des Konstitutionellen Hofes sind:
- Gloria Stirling (Vorsitzende),
- Richel Apinsa (Vizevorsitzender),
- Geetapersad Gangaram Panday (Mitglied),
- Rinette Djokarto (Mitglied),
- Maya Manohar (Mitglied),
- Bien Sojo (stellvertretendes Mitglied),
- Jornell Vinkwolk (stellvertretendes Mitglied) und
- Roy Chitanie (stellvertretendes Mitglied).
- Rakeskoemar Kanhai (Sekretär).[5]

Der Gerichtshof hat eine Amtszeit von fünf Jahren.
Das 1987 überarbeitete Grundgesetz bestimmt in Artikel 144 einen Konstitutionellen Hof. Die wichtigste Aufgabe dieses Hofes ist, zu prüfen, ob bestehende Gesetze mit dem Grundgesetz vereinbar sind.

### Kantongericht
Das Kantongericht ist die erste Instanz der richterlichen Macht. Es bestehen insgesamt
drei Kantongerichte die, wie der Hof van Justitie als Berufungsinstanz, alle ihren Sitz in
Paramaribo haben.
- Das erste Kantongericht behandelt ausschließlich bürgerliches Recht Zivilrecht aus den Distrikten: Paramaribo, Wanica, Para, Brokopondo, Commewijne und Saramacca.
- Das zweite Kantongericht behandelt ausschließlich strafrechtliche Sachen aus den Distrikten Paramaribo und Commewijne.
- Das dritte Kantongericht behandelt Straf- und Zivilrecht, die nicht durch das erste oder zweite Kantongericht behandelt werden.